# Sutton County
Sutton County är ett administrativt område i delstaten Texas, USA. År 2010 hade county 4 128 invånare. Den administrativa huvudorten (county seat) är Sonora. 

## Geografi
Enligt United States Census Bureau så har countyt en total area på 3 766 km². 3 763 av den arean är land och 3 km² är vatten.  

### Angränsande countyn
- Schleicher County - norr
- Kimble County - öster
- Edwards County - söder
- Val Verde County - sydväst
- Crockett County - väster